# Hôtel de Toulouse
El Hôtel de Toulouse, antiguo Hôtel de La Vrillière, se encuentra en el n.º 1 de rue de La Vrillière, en el primer distrito de París. Fue construido entre 1635 y 1640 por François Mansart, para Louis Phélypeaux, señor de La Vrillière.
Originalmente, la mansión tenía un gran jardín con un parterre formal al suroeste.

## Historia

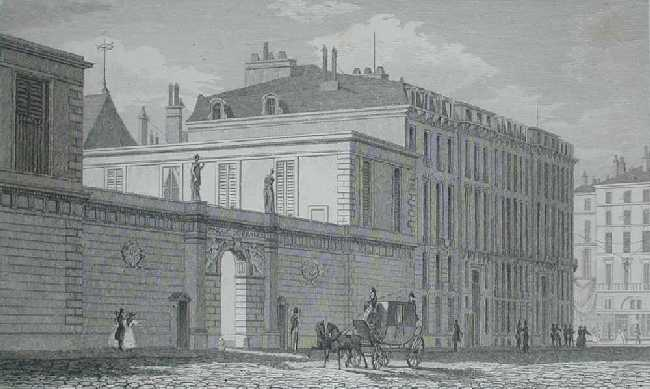
Vista de la entrada principal del Hôtel de Toulouse

En 1712, Luis Alejandro de Borbón, Conde de Toulouse (hijo de Luis XIV y Madame de Montespan ) adquirió el Hôtel de La Vrillière y encargó a Robert de Cotte, Premier Architecte du Roi, que lo rediseñara e introdujera importantes transformaciones en su interior.
Después de la muerte de Toulouse en 1737, el Hôtel se convirtió en la residencia parisina de su hijo, Luis Juan María de Borbón, duque de Penthièvre, y el lugar de nacimiento de la hija de este último, Luisa María Adelaida de Borbón . María Teresa de Saboya-Carignano, princesse de Lamballe, que era la nuera viuda del duque de Penthièvre, también residió allí hasta la Revolución Francesa .
Confiscado como Biens nationaux (bien nacional) durante la Revolución Francesa, el Hôtel de Toulouse se convirtió en la Imprimerie de la République en 1795. Un decreto imperial firmado por Napoleón I el 6 de marzo de 1808 autorizó la venta del Hôtel de Toulouse al Banco de Francia (Banque de France), que lo convirtió en su sede oficial en 1811.

## Localización en películas
El Hôtel de Toulouse fue el escenario de una escena de María Antonieta de Sofia Coppola con su famosa Galerie dorée  (una de las obras maestras de Robert de Cotte) como una habitación en un palacio de su juventud. Otras películas, ambas francesas, filmadas en el lugar son Vatel y Todas las mañanas del mundo.

## Galería de residentes

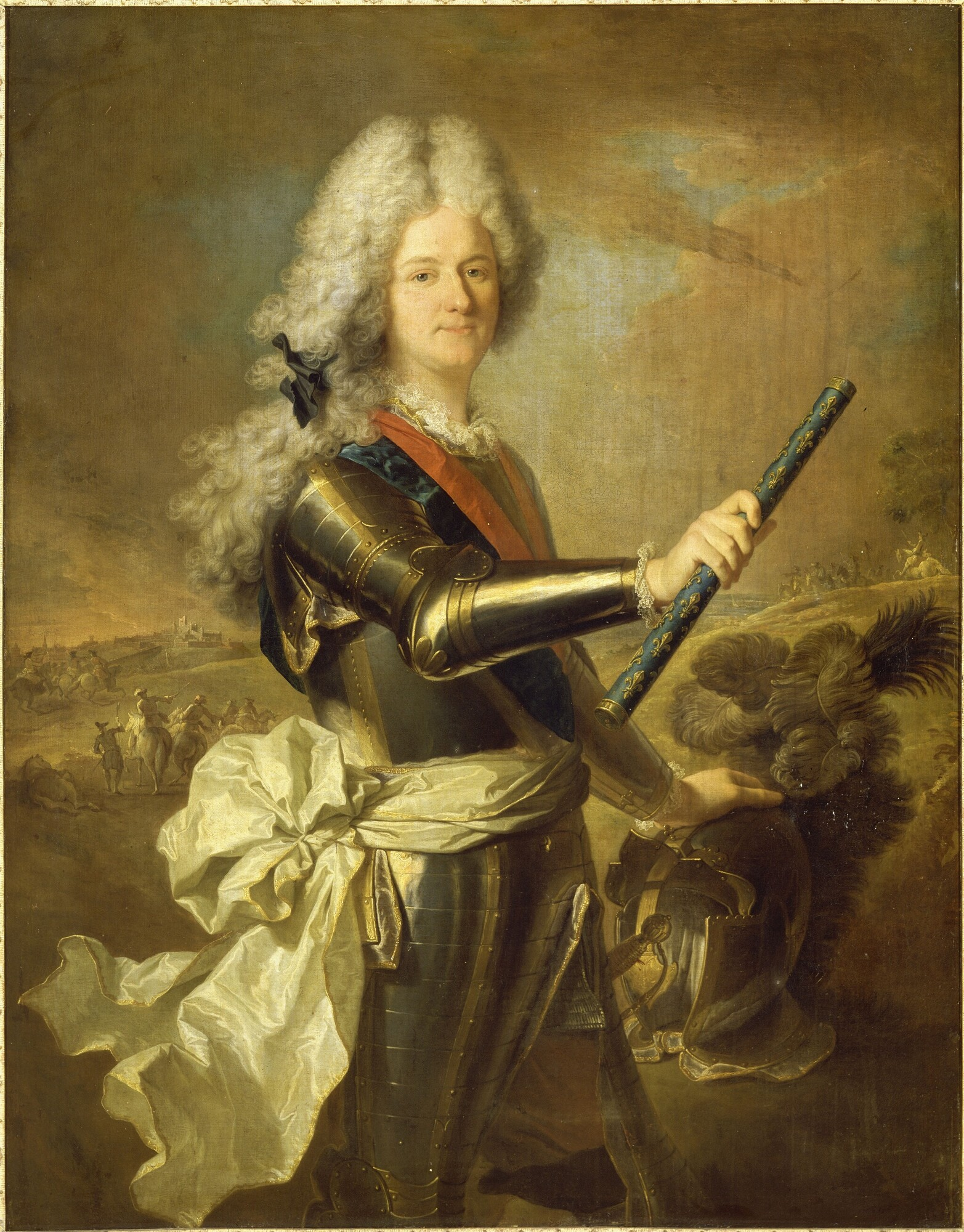
Luis Alejandro Alexandre, conde de Toulouse
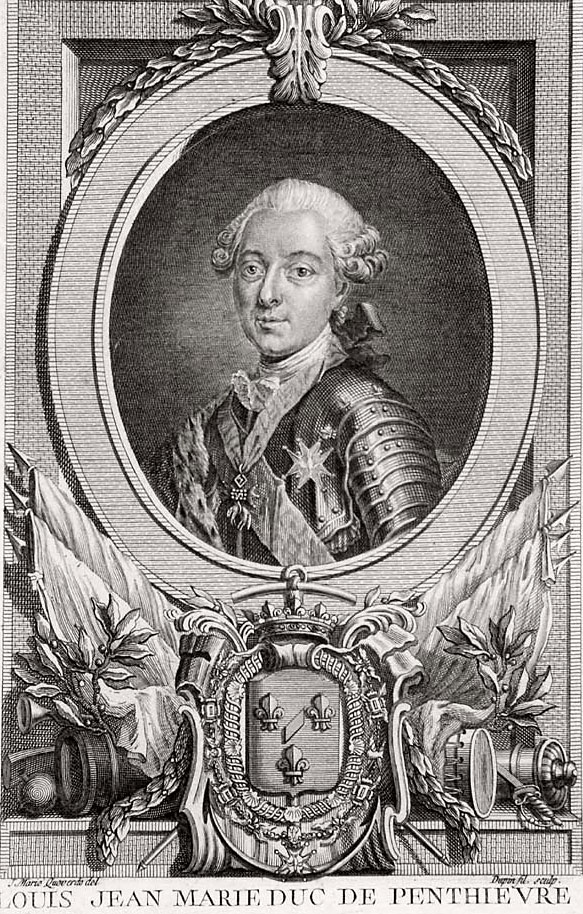
Luis Juan María de Borbón, duque de Penthièvre
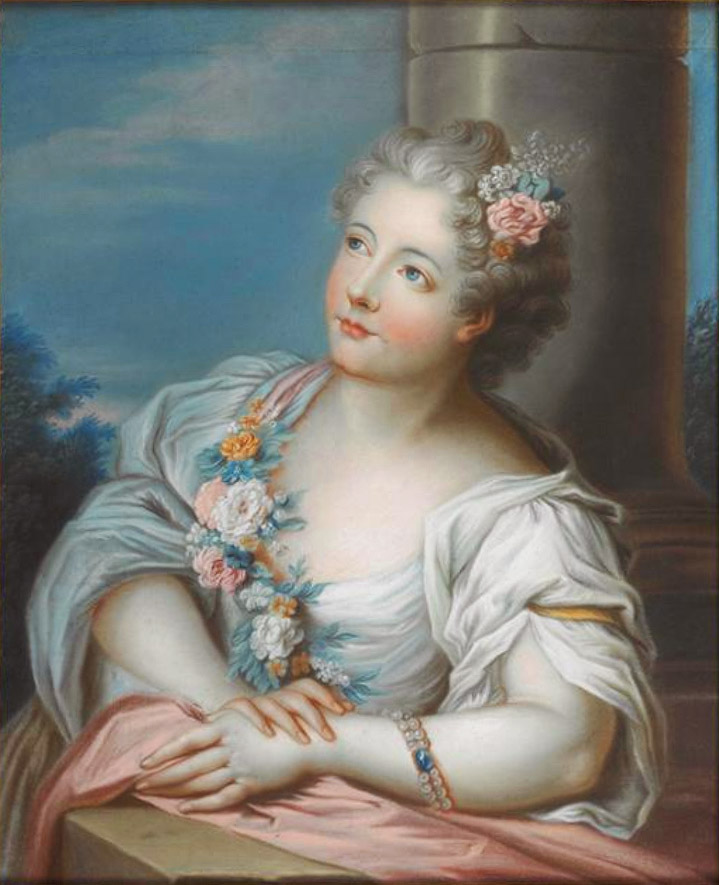
Marie Victoire de Noailles, esposa de Toulouse
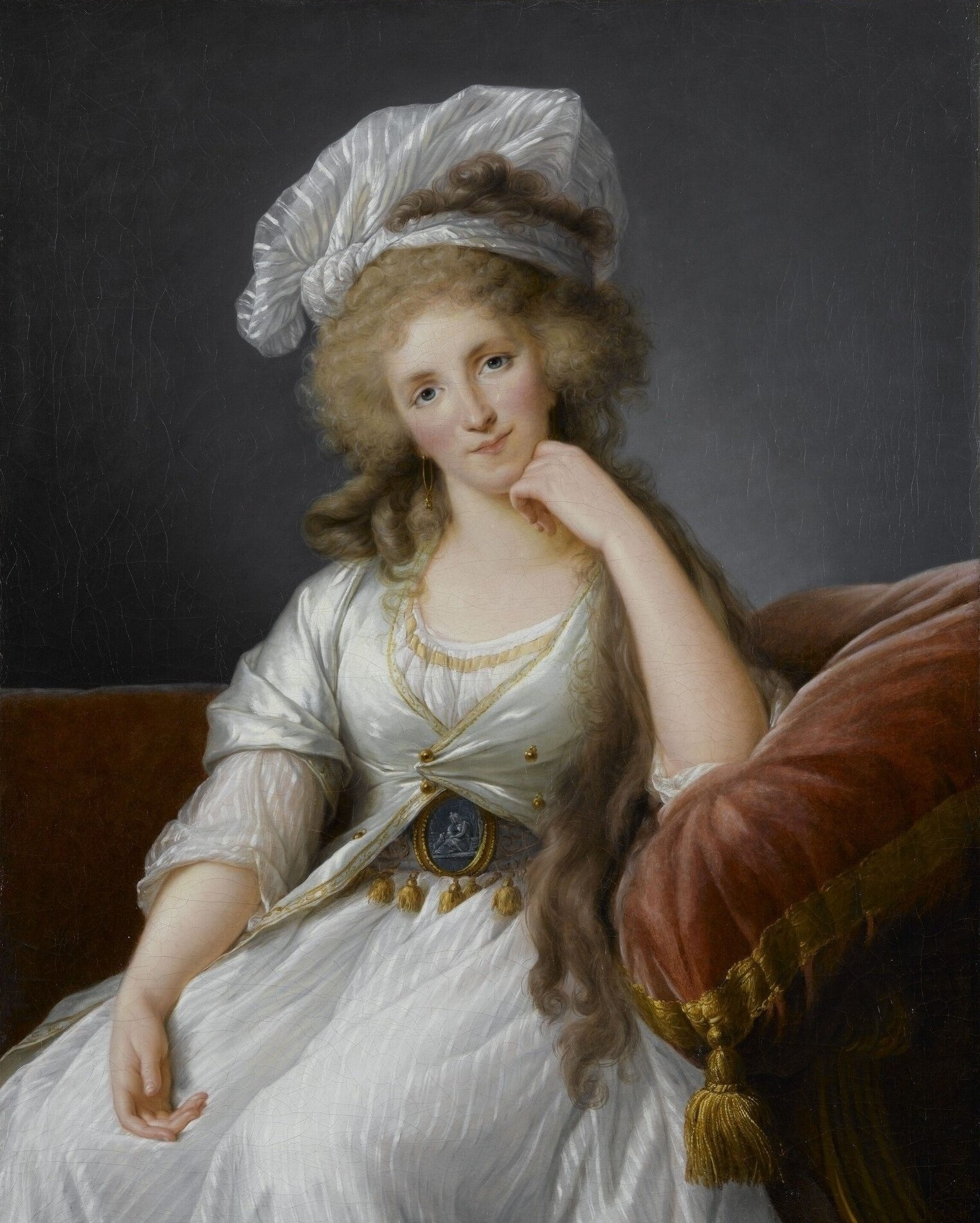
Luisa María Adelaida de Borbón, "Mademoiselle de Penthièvre"